# Borgo San Siro
Borgo San Siro é uma comuna italiana da região da Lombardia, província de Pavia, com cerca de 1.022 habitantes. Estende-se por uma área de 17 km², tendo uma densidade populacional de 60 hab/km². Faz fronteira com Bereguardo, Gambolò, Garlasco, Tromello, Vigevano, Zerbolò.

## Demografia
| Variação demográfica do município entre 1861 e 2011                               |
|                                                                                   |
| Fonte: Istituto Nazionale di Statistica (ISTAT) - Elaboração gráfica da Wikipedia |